# أرياك أرينا
أرياك أرينا هو مكان متعدد الرياضات يقع في أرياك ، طوكيو ، اليابان . سيكون بمثابة أحد أماكن الألعاب الأولمبية الصيفية لعام 2020 . ستستضيف صالة أرياك مسابقات الكرة الطائرة أولمبياد طوكيو ومباريات كرة السلة على الكراسي المتحركة لدورة الألعاب البارالمبية 2020 .

## التاريخ
كانت ساحة أرياك واحدة من المرافق الدائمة الستة المصممة ليتم بناؤها في منطقة ارياك من أجل استضافة الألعاب الأولمبية وأولمبياد المعاقين. بدأ بنائه في يناير 2017 ومن المتوقع أن يكتمل في ديسمبر 2019. وتبلغ التكلفة الإجمالية للمشروع حوالي 35 مليار ين (حوالي 320 مليون دولار) وستبلغ طاقتها 12000 متفرج.